# Viktor Ahlmann
Viktor Ahlmann Nielsen, född 3 januari 1995 i Brønderslev, är en dansk fotbollsspelare som spelar för Jammerbugt FC. Han är yngre bror till Jakob Ahlmann, som även spelar för AaB.

## Karriär
Ahlmann började spela fotboll i Brønderslev IF innan han gick till AaB. Under sommaren 2014 flyttades han upp i a-laget. Ahlmann debuterade i Superligaen den 19 juli 2014 mot SønderjyskE, där han byttes in mot Anders K. Jacobsen i den 82:a minuten. I mars 2015 förlängde han sitt kontrakt fram till slutet av juni 2018.
Den 1 februari 2016 lånades Ahlmann ut till Jammerbugt FC fram till sommaren 2016. I januari 2017 skrev han på för Jammerbugt.